# 下山征人
下山 征人（しもやま まさと、1978年2月9日 - ）は、日本の実業家であり、元レーシングドライバー。

## 経歴
スイス高級腕時計、HYT、フランスのPhenomenアパレルブランド”MARSOU”の総輸入元である”株式会社EAUROUGE”の代表取締役社長。老舗百貨店MI(三越伊勢丹)ホールディングスとの繋がりも深い。2020年、日本製に拘った時計ブランド『JPN watch 』をローンチ。
埼玉県鴻巣市出身。血液型はO型
- 趣味：ロードバイク
- 愛車：ランボルギーニ・ウラカン、トヨタ・アルファード

## レース戦歴
- 1988年 - レーシングカートを始める
- 1992年
  - 地方カート選手権 関東地域　東・西ダブルチャンピオン
  - ヤマハSLカートレース（ASクラス全国チャンピオン）
- 1993年 - 全日本カート選手権 東地域（シリーズチャンピオン）
- 1994年 - ワールドカップカートレース　６位
- 1995年 - 世界選手権参戦　フランス　5位
- 1996年 - TONY KART(ITA)に加入・開発ドライバーに就任
  - ヨーロッパ選手権参戦
  - イタリア選手権参戦
  - ワールドカップカートレース
- 1997年 - ワールドカップカートレース
- 1998年 - 鈴鹿サーキットレーシングスクール-フォーミュラ（SRS-F）入校（首席：最優秀賞スカラシップ獲得）次席は松浦孝亮
- 1999年 - フォーミュラ・ドリーム（5戦中1勝）
- 2000年 - フォーミュラ・ドリーム（6戦中2勝）
- 2001年
  - フォーミュラ・トヨタ
  - 十勝24時間レース 3位
- 2002年 - 全日本F3選手権＜Rd15・16 スポット参戦＞
- 2003年
  - イギリス・フォーミュラ3選手権＜Rd17-24 スポット参戦＞
- 2004年 - フォーミュラ・ドリーム
- 2005年 - フォーミュラ・トヨタ＜スポット参戦＞
- 2006年 - フォーミュラ・トヨタ
- 2007年
  - SUPER GT GT300クラス＜Rd6 スポット参戦＞（楽天BOMEX 320R）
  - スーパー耐久 ST3クラス＜Rd1・2・4・5 スポット参戦＞（BENELOP ADVAN NSX）
- 2019年 - スーパー耐久　ST-TCRクラス　Rd1.優勝/ Rd2.５位/Rd３.４位　audi team mars#65[1]
- 2020年 - スーパー耐久　ST-TCRクラス　Rd1.３位/ Rd2.３位(FL)/Rd3.3位/Rd4.4位/Rd5.3位 audi team mars

### 全日本フォーミュラ3選手権
| 年     | チーム                                   | エンジン         | クラス | 1     | 2     | 3     | 4     | 5     | 6     | 7     | 8     | 9     | 10    | 11    | 12    | 13    | 14    | 15       | 16       | 17    | 18    | 19    | 20    | 順位 | ポイント |
| ------ | ---------------------------------------- | ---------------- | ------ | ----- | ----- | ----- | ----- | ----- | ----- | ----- | ----- | ----- | ----- | ----- | ----- | ----- | ----- | -------- | -------- | ----- | ----- | ----- | ----- | ---- | -------- |
| 2002年 | チームイエローハット with エイムスポーツ | トリイレーシング | A      | TSU 1 | TSU 2 | SUZ 1 | SUZ 2 | FSW 1 | FSW 1 | MIN 1 | MIN 2 | TRM 1 | TRM 2 | SUZ 1 | SUZ 2 | SUG 1 | SUG 2 | SEN 1 10 | SEN 2 13 | TAI 1 | TAI 2 | TRM 1 | TRM 2 | 16位 | 1        |

- 太字はポールポジション、斜字はファステストラップ。(key)

### SUPER GT
| 年     | チーム        | 使用車両           | クラス | 1   | 2   | 3   | 4   | 5   | 6      | 7   | 8   | 9   | 順位 | ポイント |
| ------ | ------------- | ------------------ | ------ | --- | --- | --- | --- | --- | ------ | --- | --- | --- | ---- | -------- |
| 2007年 | AVANZZA×BOMEX | ヴィーマック・320R | GT300  | SUZ | OKA | FSW | SEP | SUG | SUZ 13 | TRM | AUT | FSW | NC   | 0        |